# العامره نجارين (القبيطة)

تعديل مصدري - تعديل

العامره نجارين هي إحدى قرى عزلة القبيطة بمديرية القبيطة التابعة لمحافظة لحج، بلغ تعداد سكانها 247 نسمة حسب تعداد اليمن لعام 2004.